# Sílvio Ferraro
Sílvio Ferraro (Urussanga, 19 de novembro de 1902 — Florianópolis, 28 de outubro de 1967) foi um médico e político brasileiro.
Diplomado em medicina pela Faculdade de Medicina do Rio de Janeiro.
Membro da Aliança Liberal, foi deputado à Assembleia Legislativa de Santa Catarina na 1ª legislatura (1935 — 1937).